# منتخب إسبانيا لكرة اليد للشابات
منتخب إسبانيا لكرة اليد للشابات هو ممثل إسبانيا الرسمي في المنافسات الدولية في كرة اليد للشابات
.